# Saints-en-Puisaye
Saints-en-Puisaye is een gemeente in het Franse departement Yonne (regio Bourgogne-Franche-Comté) en telt 570 inwoners (1999). De plaats maakt deel uit van het arrondissement Auxerre.

## Geografie
De oppervlakte van Saints bedraagt 27,5 km², de bevolkingsdichtheid is 20,7 inwoners per km².
De onderstaande kaart toont de ligging van Saints-en-Puisaye met de belangrijkste infrastructuur en aangrenzende gemeenten.

## Demografie
Onderstaande figuur toont het verloop van het inwonertal (bron: INSEE-tellingen).